# 29193 Dolphyn
29193 Dolphyn è un asteroide della fascia principale. Scoperto nel 1990, presenta un'orbita caratterizzata da un semiasse maggiore pari a 3,1508599 UA e da un'eccentricità di 0,1657385, inclinata di 14,45829° rispetto all'eclittica.